# Сьвйонтники (Пйотрковський повіт)
Сьвйонтники (пол. Świątniki) — село в Польщі, у гміні Вольбуж Пйотрковського повіту Лодзинського воєводства.
Населення — 154 особи (2011).
У 1975-1998 роках село належало до Пйотрковського воєводства.

## Демографія
Демографічна структура станом на 31 березня 2011 року:
|          | Загалом | Допрацездатний вік | Працездатний вік | Постпрацездатний вік |
| -------- | ------- | ------------------ | ---------------- | -------------------- |
| Чоловіки | 90      | 23                 | 55               | 12                   |
| Жінки    | 64      | 12                 | 32               | 20                   |
| Разом    | 154     | 35                 | 87               | 32                   |